# Heinz Banschewitz
Heinz Banschewitz (Günnigfeld, 12 giugno 1941) è un ex calciatore tedesco.

## Carriera
Nel 1964 è all'Eintracht Gelsenkirchen, con cui dal 1965 al 1967 gioca due stagioni nella serie cadetta tedesca.
Nella stagione 1967 si trasferisce in America per giocare nel Chicago Spurs, società militante nella neonata NPSL. Con gli Spurs ottenne il terzo posto nella Western Division ed il titolo individuale di miglior esordiente stagionale.
La stagione seguente Banschewitz, a seguito del trasferimento degli Spurs a Kansas City, gioca nei Kansas City Spurs con cui giunge alle semifinali della neonata NASL.
Nel 1969 torna in Germania per giocare nel Wattenscheid 09, nella serie cadetta tedesca.